# Anaplectus varicaudatus
Anaplectus varicaudatus är en rundmaskart som beskrevs av Allen och Noffsinger 1968. Anaplectus varicaudatus ingår i släktet Anaplectus och familjen Plectidae. Inga underarter finns listade i Catalogue of Life.